# You Can't Have Everything
You Can't Have Everything is een Amerikaanse muziekfilm uit 1937 onder regie van Norman Taurog. Destijds werd de film in Nederland uitgebracht onder de titel Je kan niet alles hebben.

## Verhaal
Judy Poe Wells wil doorbreken als toneelschrijfster. In een restaurant maakt ze bij toeval kennis met de invloedrijke auteur George Macrae. Hij overtuigt de theaterproducent Sam Gordon om haar toneelstuk te kopen, hoewel hij het zelf niet goed vindt. Op die manier hoopt hij Judy te versieren. Zijn oude vlam Lulu Riley wordt ontzettend kwaad.

## Rolverdeling
| Acteur            | Personage         |
| ----------------- | ----------------- |
| Alice Faye        | Judy Poe Wells    |
| Al Ritz           | Al Ritz           |
| Don Ameche        | George Macrae     |
| Jimmy Ritz        | Jimmy Ritz        |
| Harry Ritz        | Harry Ritz        |
| Charles Winninger | Sam Gordon        |
| Gypsy Rose Lee    | Lulu Riley        |
| Arthur Treacher   | Bevins            |
| Tony Martin       | Bobby Walker      |
| David Rubinoff    | David Rubinoff    |
| Phyllis Brooks    | Evelyn Moore      |
| Wally Vernon      | Jerry             |
| Louis Prima       | Orkestleider      |
| Samuel Green      | Danser            |
| George Humbert    | Romano            |
| Ted Fraser        | Danser            |
| Jed Prouty        | Mijnheer Whiteman |
| Dorothy Christy   | Blondine          |
| Ray Winfield      | Danser            |
| Tony Martinelli   | Tony Martinelli   |

## Filmmuziek
- You Can't Have Everything
- Chopsticks
- Danse Rubinoff
- Long Underwear
- The Loveliness of You
- Afraid to Dream
- Please Pardon Us – We're in Love
- Rhythm on the Radio
- North Pole Sketch